# Na Utua
Na Utua is het grootste eiland van het atol Atafu in Tokelau. Na Utua ligt in het zuidoosten, en is het meest oostelijke eiland van het atol. Na Utua is onbewoond.
Atafu · Fenualoa · Fongalaki-ke-lalo · Fongalaki-matangi · Laualalava · Hakea Lahi i Lalo · Hakea Lahi ki Matagi · Hakea o Apelamo · Hakea o Fata · Hakea o Himi · Hakea o Hoi · Hotoma · Kenakena · Komulo · Malatea · Malo o Futa · Matu o Tenumi · Motu Atea · Motu o te Fala · Motu o te Lakia · Motu o te Niu · Motu Fakaka kai · Motu Fakalalo · Na Hapiti · Na Utua · Niuefa · Tagi a Kuli · Tama Hakea · Tamaheko · Te Alofi · Te Hepu · Te Kapi · Te Oki · Te Puka · Tulua a Kava · Tulua a Kovi · Ulugagie